# Онисим Печерський
Онисим затвірник Печерський (12 — 13 століття, Київ) — давньоруський православний святий, чернець Печерського монастиря у Києві. Преподобний. Затворився у Ближніх печерах (преподобного Антонія). Святі мощі преподобного поховані на місці його подвигів.
Біографічні дані невідомі.
Вперше його мощі вказані на карті Ближніх печер 1661 року.
У 1744 році позначений як «преподобний Онисим затвірник», у 1868 році як «преп. Онисим, що спочиває в затворі».

В акафісті всім Печерським преподобним про нього сказано: 
|  | «Радуйся, Онисиме, бо через тісноту затвору печерного ти просторі оселі райські наслідував; радуйся, бо духовний голод на постійне бачення Бога ти замінив». |

Пам'ять 11 жовтня, 3 серпня і 17 жовтня.